# Fermatov teorem o stacionarnim točkama
Fermatov teorem o stacionarnim točkama je jedan od temeljnih teorema diferencijalnog računa, a često se koristi pri nalaženju ekstrema funkcije.
Njegov iskaz kaže da
ako realna funkcija {\displaystyle f} poprima u {\displaystyle x_{0}} lokalni ekstrem i ako {\displaystyle f} ima derivaciju u toj točki, tada je
{\displaystyle f'(x_{0})=0.}
Teorem je dobio ime po proslavljenom francuskom matematičaru,  Pierru de Fermatu koji se među prvima bavio proučavanjem ekstrema realnih funkcija.
Intuitvno govoreći, teorem daje nužan uvjet da bi neka vrijednost bila lokalni ekstrem. 
Naime, ako je {\displaystyle f(x_{0})} lokalni ekstrem, očito je da onda lokalno lijevo od {\displaystyle x_{0}} funkcija {\displaystyle f} treba prvo rasti pa lokalno desno od {\displaystyle x_{0}} padati (ako je {\displaystyle f(x_{0})} lokalni maksimum) ili obrnuto, prvo padati pa rasti (ako je {\displaystyle f(x_{0})} lokalni minimum). 
Kada ovome ne bi bilo tako, onda {\displaystyle f(x_{0})} ne bi bio lokalni ekstrem. 
No, teorem kaže da između padanja i rasta (i obrnuto), funkcija treba stagnirati, kako bi njen daljnji tijek bio moguć.

## Dokaz
Prema pretpostavci, funkcija {\displaystyle f} ima derivaciju u točki {\displaystyle x_{0}} pa postoji {\displaystyle \lim _{\Delta x\to 0}{\frac {f(x_{0}+\Delta x)-f(x_{0})}{h}}} gdje smo za {\displaystyle x\neq x_{0}} označili {\displaystyle \Delta x=x-x_{0}.}
Pretpostavimo sada da {\displaystyle f} ima maksimum u {\displaystyle x_{0}.} Dakle, onda lijevo od točke {\displaystyle x_{0}} vrijedi {\displaystyle f(x)<f(x_{0})} za {\displaystyle x<x_{0}.}
Prema tome, vrijedi
{\displaystyle {\frac {f(x_{0}+\Delta x)-f(x_{0})}{\Delta x}}={\frac {f(x)-f(x_{0})}{x-x_{0}}}>0.}
Kada {\displaystyle x\rightarrow x_{0}} slijeva, ovaj kvocijent teži k derivaciji u točki {\displaystyle x_{0}} pa je {\displaystyle f'(x_{0})\geq 0.}
Desno od točke {\displaystyle x_{0}} vrijedi {\displaystyle f(x)<f(x_{0}),x>x_{0}} pa je {\displaystyle {\frac {f(x_{0}+\Delta x)-f(x_{0})}{\Delta x}}={\frac {f(x)-f(x_{0})}{x-x_{0}}}<0.}
Kada {\displaystyle x\rightarrow x_{0}} slično dobivamo {\displaystyle f'(x_{0})\leq 0.}
Zato mora biti {\displaystyle f'(x_{0})=0,} što je i trebalo dokazati.